# Cisowce (roślina)
Cisowce (Taxales Knobl. in Warm.) – takson w randze rzędu zaliczony w systemie Reveala do klasy iglastych Pinopsida. 

## Charakterystyka
Drzewa i krzewy dwupienne wyróżniające się od innych iglastych tym, że kwiaty żeńskie nie są zebrane w szyszki, nasiona obrastają mięsistym epimacjum, w drewnie i liściach brak przewodów żywicznych.

## Systematyka
Pozycja systematyczna według Jamesa Reveala
Gromada: nagonasienne Pinophyta Cronquist (syn. Coniferophyta), podgromada: nagonasienne drobnolistne Pinophytina Cronquist (Coniferophytina), klasa: szpilkowe Pinopsida Burnett, podklasa:  Taxidae Ehrend. ex Reveal, rząd: cisowce Taxales Knobl. in Warm.
Pozycja systematyczna i powiązania filogenetyczne w obrębie tej grupy roślin nie są jeszcze dobrze poznane. W zależności od tego czy specyficzna budowa i ułożenie kwiatów (brak szyszek) jest cechą dawną, czy też jest skutkiem redukcji szyszki zbliżonej do tej typowej dla zastrzalinowatych, różna jest pozycja systematyczna tych roślin. Dawna geneza świadczy o konieczności nadania tym roślinom wysokiej rangi systematycznej (jak u Reveala - wyróżnianych już w randze podklasy Taxidae), a ew. młodsza geneza sytuowałaby cisowce raczej w pozycji rodziny siostrzanej dla zastrzalinowatych.
W zależności od ujęcia należy tu tylko jedna rodzina - cisowatych Taxaceae lub zaliczane są tu także głowocisowate Cephalotaxaceae.